# Hochmoselbrücke
Die Hochmoselbrücke ist eine Straßenbrücke im Zuge des 25 Kilometer langen Hochmoselübergangs in Rheinland-Pfalz, deren Verkehrsfreigabe am 21. November 2019 erfolgte. Sie führt die Bundesstraße 50 mit vier Fahrstreifen und zwei Standstreifen von der Eifel über das tief eingeschnittene Moseltal auf der Gemarkung von Zeltingen-Rachtig in den Hunsrück. Die Talbrücke überspannt die Mosel bei Flusskilometer 120,8 und unter anderem die Bundesstraße 53 sowie die Landesstraße 189. Das Bauwerk kostete rund 175 Millionen Euro, das Gesamtprojekt Hochmoselübergang rund 480 Millionen Euro. Sie ist mit 158 m nach der Kochertalbrücke die zweithöchste Brücke Deutschlands.

## Geschichte
Pläne für den Bau einer Hochmoselquerung gab es bereits in den 1960er Jahren. 2009 berichtete das ZDF-Magazin Frontal 21, dass die Pläne auf Heinrich Holkenbrink (CDU) zurückgehen, der 1971 bis 1985 rheinland-pfälzischer Minister für Wirtschaft und Verkehr sowie von 1966 bis 1984 Vorsitzender des CDU-Bezirks Trier war. Holkenbrink wollte eine Truppenaufmarschstraße, um die Nordseehäfen mit den Militärflugplätzen in Eifel und Hunsrück und dem Rhein-Main-Gebiet zu verbinden. Das Projekt wurde aber vom damaligen Bundesverkehrsminister Georg Leber (SPD) aus Kostengründen abgelehnt und erst 1971 bei der Planung einer Autobahnverbindung von Lüttich über Wittlich ins Rhein-Main-Gebiet (heutige A 60 und B 50) in das neue Fernstraßenausbaugesetz aufgenommen.
Am 30. April 2010 wurde die Ausschreibung des Bauvorhabens nach einem Entwurf von Anfang des 21. Jahrhunderts bekanntgemacht. Angebote mussten bis zum 7. September 2010 abgegeben werden. Den Zuschlag erhielt am 16. Dezember 2010 eine Arbeitsgemeinschaft bestehend aus dem französischen Bauunternehmen Eiffage, seinem Tochterunternehmen Eiffel Deutschland Stahltechnologie und der Porr Deutschland, bei einer Auftragssumme von 108 Millionen Euro netto bzw. 128,5 Millionen Euro brutto. Nach Auftragsvergabe sollte die Brücke innerhalb von 54 Monaten fertiggestellt sein. Die Erstellung und Prüfung der Ausführungsunterlagen der Brücke benötigten aber einen höheren Zeitaufwand und hatten einen späteren Beginn der Ausführungsarbeiten zur Folge.
Mehrkosten von 46,7 Millionen Euro wurden im Herbst 2014 bekannt. Der Hauptgrund hierfür war ein Mehrbedarf von 7500 t Stahl, der wegen veränderter Normen zusätzlich zu verbauen war.
Nach der Vergabe der Rohbauarbeiten Ende 2010 begannen 2011 die Erdarbeiten für die Zufahrt. Die Bohrarbeiten für Gründungspfähle auf der östlichen Seite begannen Ende Oktober 2012 und im Januar 2015 folgten die Bohrarbeiten auf der westlichen Seite im steilen Ürziger Geröllhang. Die Fertigstellung und Eröffnung war ursprünglich für 2016 vorgesehen.
Im Frühjahr 2016 wurden zur Sicherung des Hangs zusätzlich sechs Dübelschächte (rückverankerte Schachtbauwerke) ausgeschrieben. Die Dübelschächte sollen Durchmesser von 6 m und bei 1 m Wanddicke eine Tiefe von rund 40 m haben. Der Gesamtauftragswert der Dübelschächte betrug brutto 8,9 Millionen Euro.

## Konstruktion
Die Brücke ist als eine 1702,35 m lange Balkenbrücke mit einem stählernen Überbau und einer 29,0 m breiten orthotropen Fahrbahnplatte konstruiert. Sie hat in Längsrichtung den Durchlaufträger als Bauwerkssystem und elf Felder mit Stützweiten von 104,76 m, 130,95 m, 157,14 m, 209,52 m, 196,43 m, 183,33 m, 170,24 m, 157,14 m, 144,04 m, 130,95 m und 117,85 m.
In Querrichtung ist ein 11 m breiter Hohlkastenquerschnitt mit einer Konstruktionshöhe von maximal 7,78 m im Bereich der großen Stützweiten sowie 5,268 m am östlichen Widerlager. Dieser wird im Inneren über Querrahmen (im Abstand von 4,365 m) ausgesteift, wobei sich an jedem dritten dieser Querrahmen (alle 13,095 m) innen ein Diagonalverband und außen die Schrägstreben befinden. Die zu beiden Seiten 9 m auskragende Fahrbahnplatte wird durch diese unterstützt, welche über die gesamte Brückenlänge immer die gleiche Neigung ausweisen und die Last folglich an verschiedenen Höhen in den Hohlkasten einleiten. Die Fahrbahntrasse liegt in einer Geraden. Im Bereich der Brücke weist die Gradiente ein veränderliches, zur Eifelseite hin fallendes Längsgefälle auf.
Die zehn Stahlbetonpfeiler haben Höhen von 20,78 bis 150,72 m ab Pfahlkopfoberkante. In Brückenlängsrichtung haben die Pfeiler eine Abmessung von 3,9 m am Pfeilerkopf. Aufgrund eines linearen Anzuges von 80:1 nach oben ergibt sich bei der höchsten Stütze unten eine Länge von etwa 7,5 m. In Brückenquerrichtung beträgt die Pfeilerabmessung 12 m am Pfeilerkopf. Bei den kurzen Pfeilern verkleinert sich die Breite nach unten, die langen Pfeiler sind gemäß einer kubischen Parabel tailliert. Diese hat beim höchsten Pfeiler als Breite ein Minimum von 9,5 m und wächst auf 16,0 m am Pfeilerfuß wieder an. Es wurden rund 30.000 m³ Beton und 4000 t Betonstahl ausgeschrieben. Insgesamt wurde bei der Brücke mehr als 32.000 t Stahl verbaut.
Gegründet wurden die Pfeiler mit Großbohrpfählen. Diese waren auf der westlichen Seite im steilen Ürziger Geröllhang, der von fossilen Rutschungen gekennzeichnet ist, herzustellen.

## Bauausführung
Die Pfeiler wurden mit einer Selbstkletterschalung in 5 m hohen Abschnitten hergestellt. Die Fertigstellung eines Abschnittes dauerte zwischen zehn und vierzehn Tage. Im Bauzustand wurden an den hohen Pfeilern Gerüstkuben zur Störung der Windwirbelerregung angeordnet. Dies bewirkte eine Verminderung der Kraft von Windböen. Der Personen- und der komplette Materialtransport erfolgte bei den hohen Pfeilern mit je einem Kletterkran mit einer Ausladung von 40 m und einer maximalen Tragfähigkeit von 12 t. Bei einer maximalen Hakenhöhe von 163 m wurden die Kräne bis zu dreimal am Pfeiler abgespannt.
Die Montage des stählernen Brückenüberbaus mit 25.000 t Masse erfolgte im Taktschiebeverfahren. Dazu wurde der Stahlüberbau am Widerlager Hunsrück in 82 Abschnitten zusammengebaut und abschnittsweise eingeschoben. Die Verschubanlagen waren auf dem Widerlager und auch auf den überfahrenen Pfeilern installiert. Beim Einschieben traten Kragarmlängen bis 210 m auf. Um die Kragmomente und Verformungen zu begrenzen, wurde der Überbau in dem ersten 90 m langen Abschnitt ohne seitliche Kragarme gefertigt und zwischen den späteren Achsen 1, 2 und 3 zusätzlich mit einer Pylonüberspannung versehen. Der Pylon (auf der späteren Achse 2) war 80 m hoch und konnte, um die Wirkung der Überspannung abhängig von der Position des Pylons während des Vorschubs anzupassen, zum Ändern der Schrägseilspannung, angehoben oder abgesenkt werden.
Der erste Verschub von insgesamt dreizehn Takten fand im Herbst 2013 mit 83 m Länge auf dem Vormontageplatz statt. Im Juni 2014 folgte mit 118 m der zweite Takt. Nach Montage des Pylons war im Juni 2015 der dritte Verschub. Im September 2015 wurde die vierte Verschubphase des Stahlüberbaus beendet. Sie dauerte fast zwei Wochen und überquerte nach den ersten 39 m den Pfeiler 9. Wie schon zuvor wurden weitere 118 m eingeschoben; der Stahlüberbau kam circa 69 m vor dem Pfeiler 8 zum Stehen. Die nächsten Takte mit Querung jeweils eines Brückenfeldes folgten im Abstand von etwa vier Monaten. Im November 2017 wurde die elfte Phase mit der Querung der Mosel und der maximalen Kragarmlänge von 210 m ausgeführt. Der letzte Brückenverschub fand am 24. August 2018 statt.

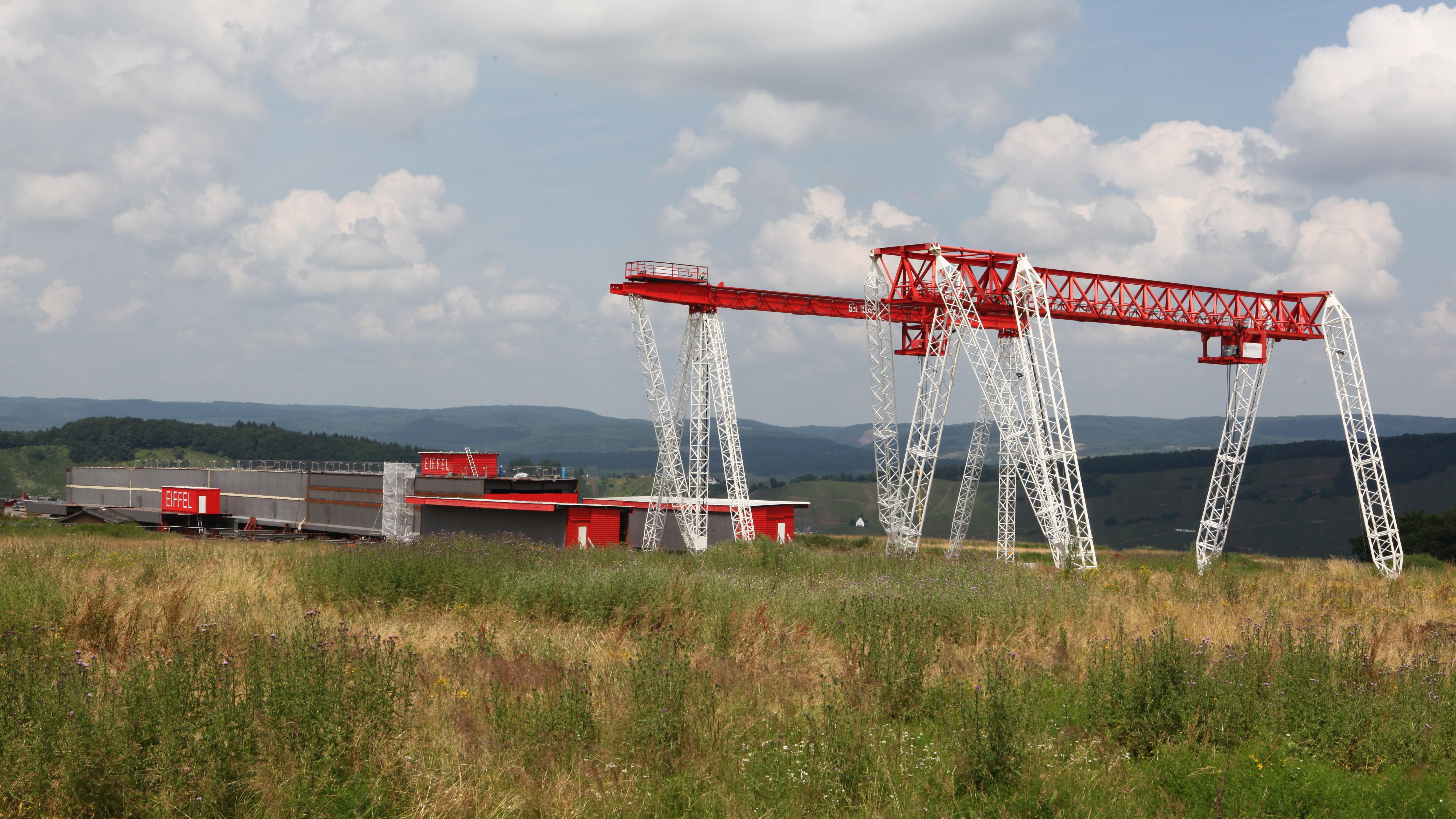
Montageplatz, Juli 2013
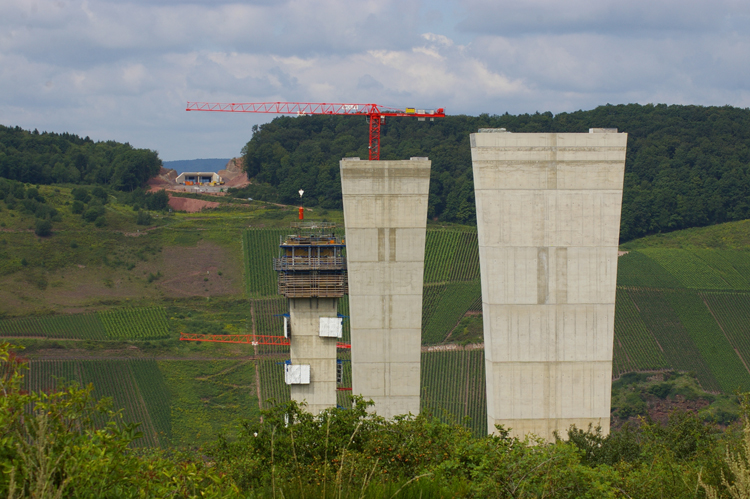
Östliche Brückenpfeiler, August 2014
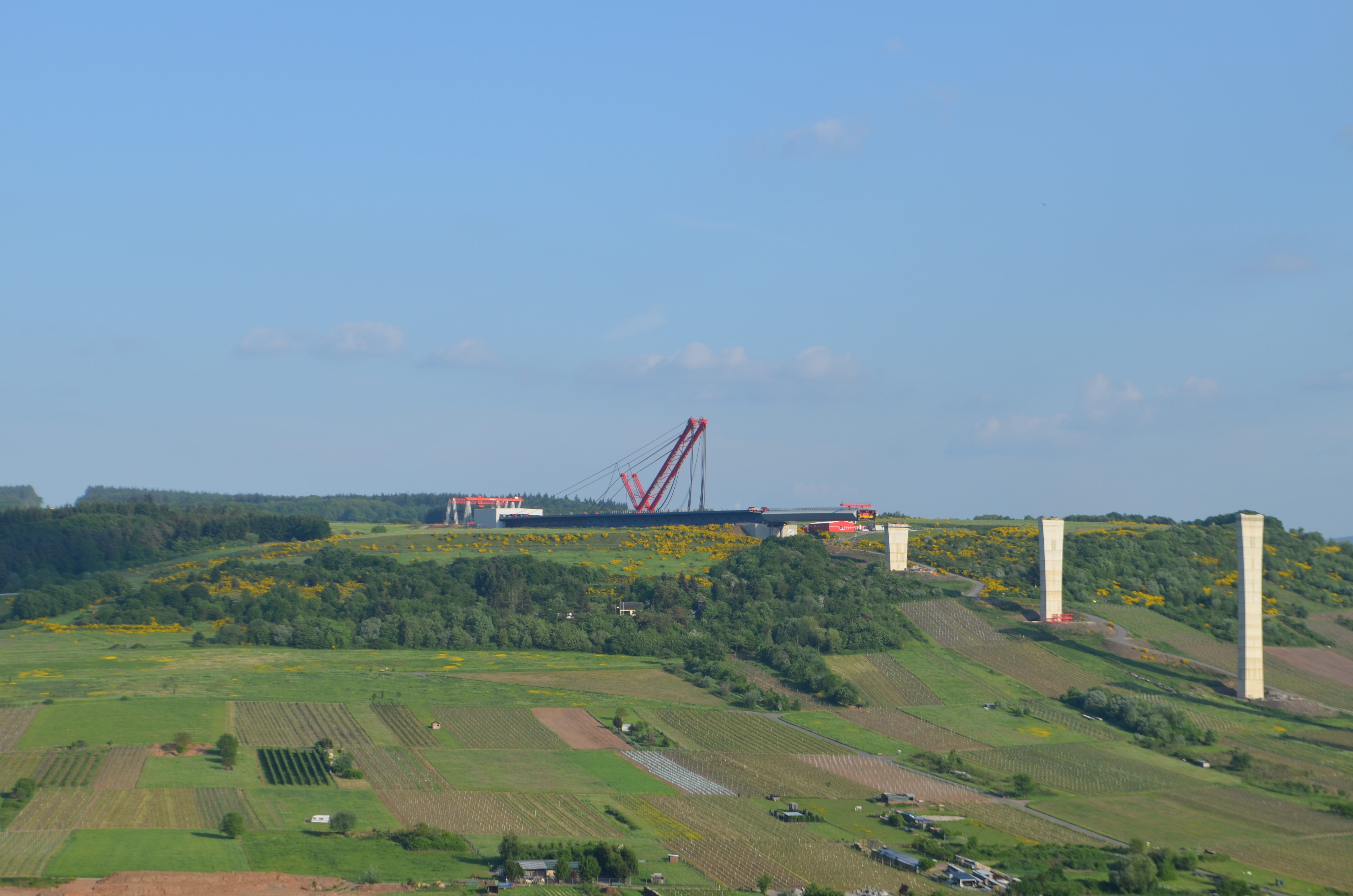
Aufbau des Hilfspylons, Mai 2015
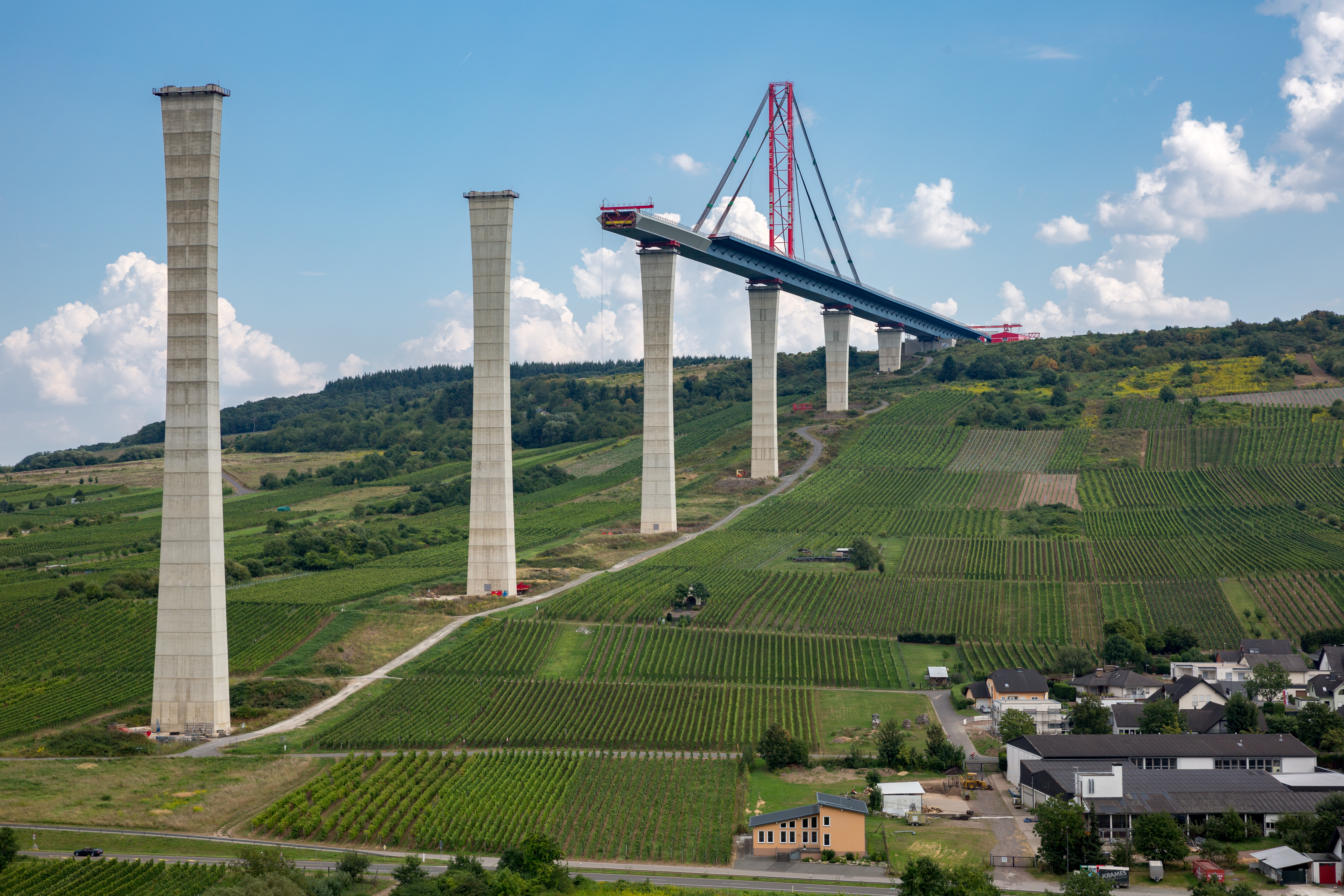
Vorschub des mittels Hilfspylon frei auskragenden Überbaus , August 2016
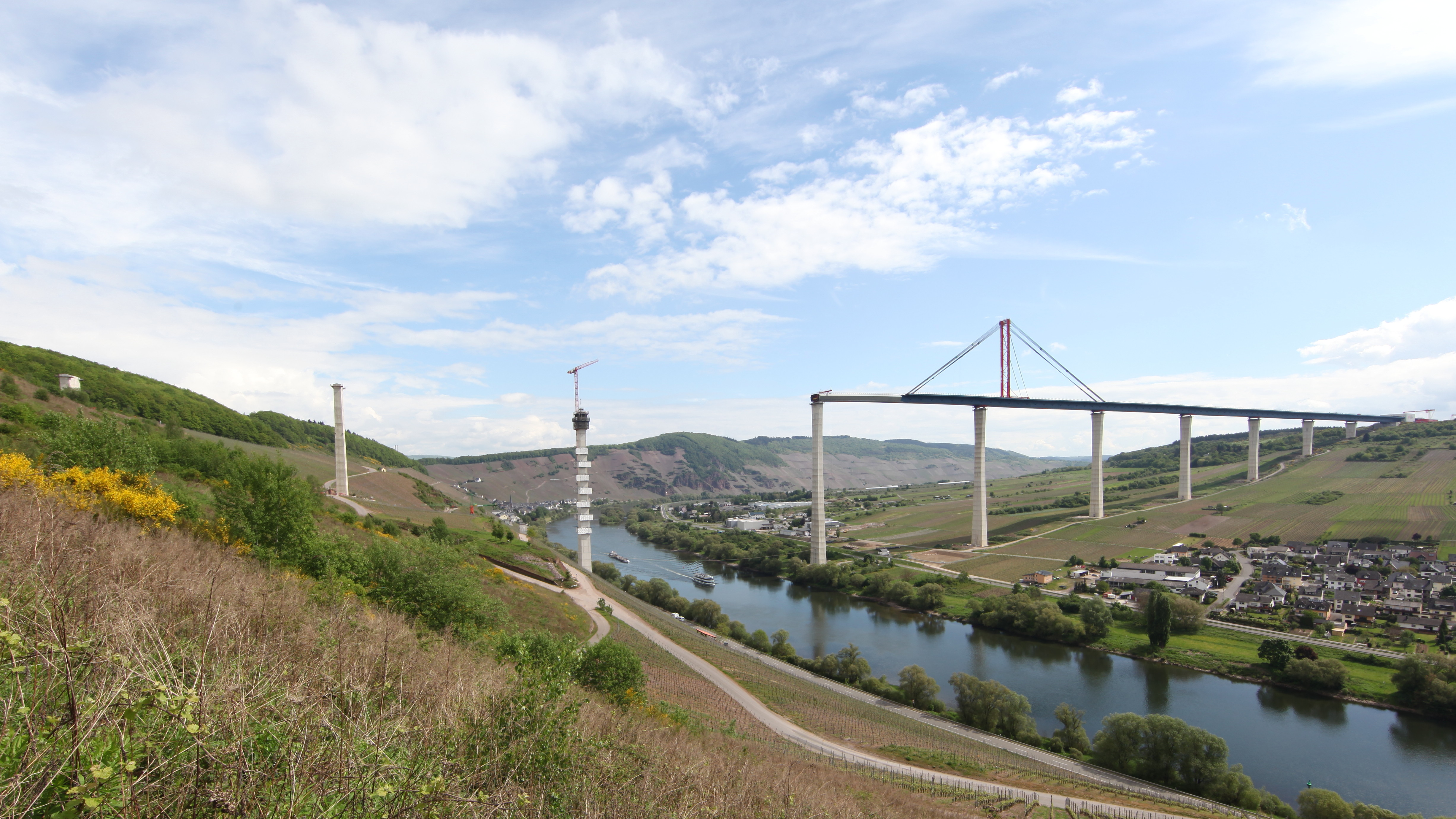
Bauzustand im Mai 2017
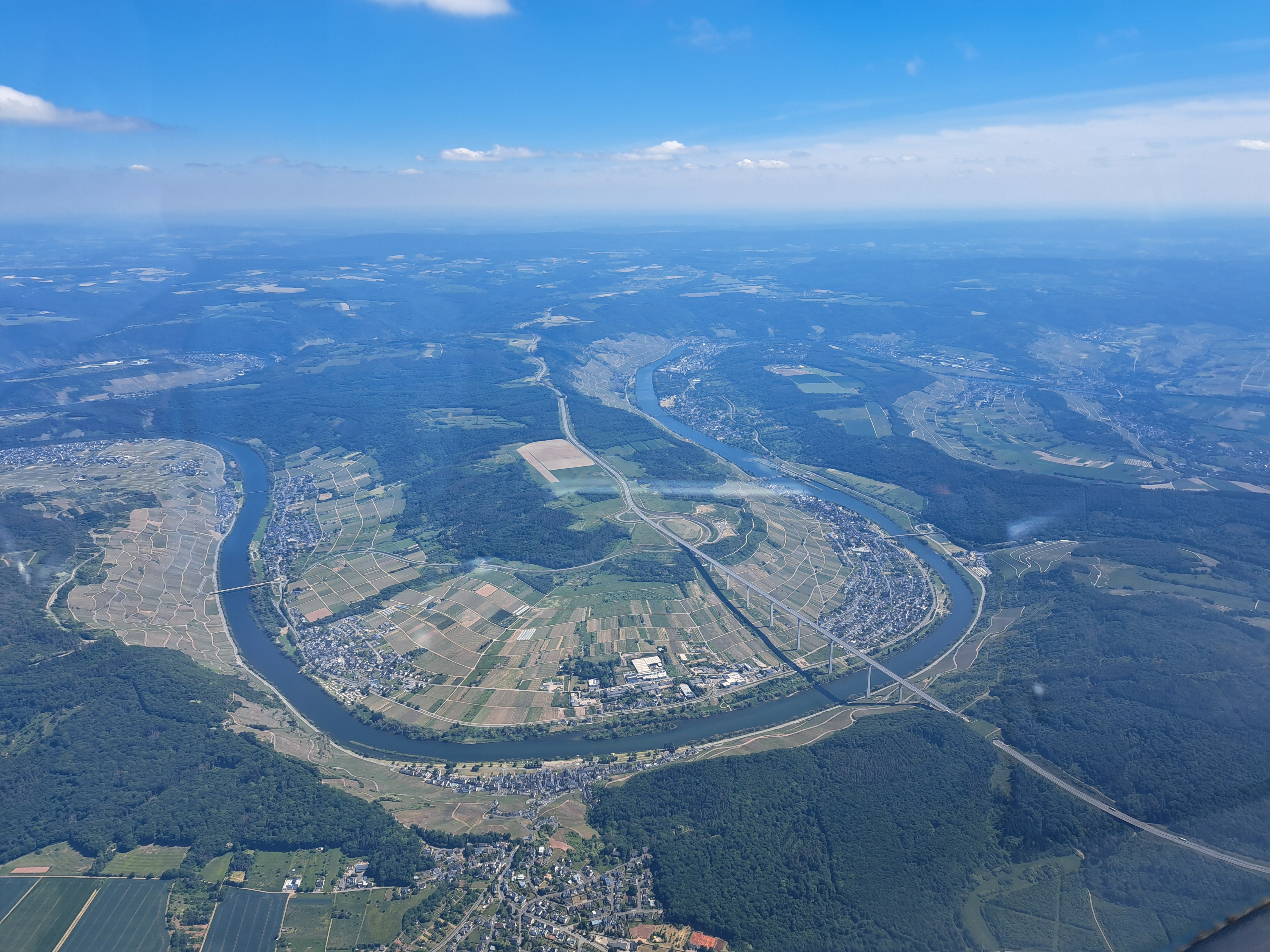
Luftaufnahme Moselschleife mit Hochmoselbrücke B50 bei Zeltingen-Rachtig, Mai 2025

## Rezeption
Am 16. November 2019 kamen zwischen 8.000 und 10.000 Besucher zu einem Bürgerfest auf der fertiggestellten, aber noch nicht verkehrsfreigegebenen Brücke. Am 21. November 2019 wurde die Hochmoselbrücke für den Verkehr freigegeben.
Der Bau der Hochmoselbrücke war allerdings umstritten. Kritiker bemängelten, sie zerstöre das Landschaftsbild des Moseltals, ohne den Hunsrück dauerhaft zu fördern. Außerdem würden einige der besten Moselweinlagen beeinträchtigt. Weinkenner wie Hugh Johnson sprachen sich daher öffentlich gegen den Bau aus. Auch die Partei Bündnis 90/Die Grünen lehnte den Bau zunächst ab. In den Koalitionsverhandlungen nach der Landtagswahl 2011 kamen SPD und Grüne jedoch überein, das Projekt zu realisieren. Ende 2012 befand sich in der parlamentarischen Prüfung eine Petition vom März 2010 mit 5104 Mitzeichnern gegen das Bauprojekt beim Petitionsausschuss des Bundestages.
Im Dezember 2013 berichtete Der Spiegel, das rheinland-pfälzische Landesamt für Geologie habe vor „geologischen Rutschflächen“ an den Talrändern gewarnt, die bis zu 70 m in die Tiefe reichten, „nicht sicher erkundet“ seien und die Standsicherheit der Brücke gefährdeten.  Das dem Landesamt übergeordnete rheinland-pfälzische Ministerium des Innern, für Sport und Infrastruktur widersprach: Sowohl in der Planungsphase als auch während des Baus seien kontinuierlich intensive Bodenerkundungen erfolgt. Es habe beispielsweise rund 180 Bohrungen teilweise bis zu einer Tiefe von 70 m gegeben. Der Direktor des Landesamtes erklärte dagegen, dass ein hydrogeologisches Gutachten fehle. Das Ministerium gab daraufhin ein zusätzliches Gutachten zur Absicherung der bisherigen Kenntnisse in Auftrag, das im Juni 2014 vorlag. Das für die Geotechnik zuständige Büro wertete die Ergebnisse des hydrologischen Gutachtens positiv. Sie führten im Vergleich zu den bislang angesetzten Parametern tendenziell sogar zu günstigeren Eingangswerten für die Standsicherheitsberechnungen.
Wegen Sicherheitsbedenken des Aachener Ingenieurgeologen Rafig Azzam stellte die Bürgerinitiative Pro Mosel Anfang Dezember 2014 Strafanzeige wegen Baugefährdung. Nach Prüfung des möglichen Straftatbestandes teilte die Staatsanwaltschaft Trier Mitte Januar 2015 mit, keine Ermittlungen aufzunehmen, da sich keine Anhaltspunkte für ein strafbares Verhalten ergeben hätten. Anfang 2015 wurde der Sachverständige für Geotechnik Rolf Katzenbach hinzugezogen und im Frühjahr 2016 wurden sechs zusätzliche Dübelschächte ausgeschrieben.

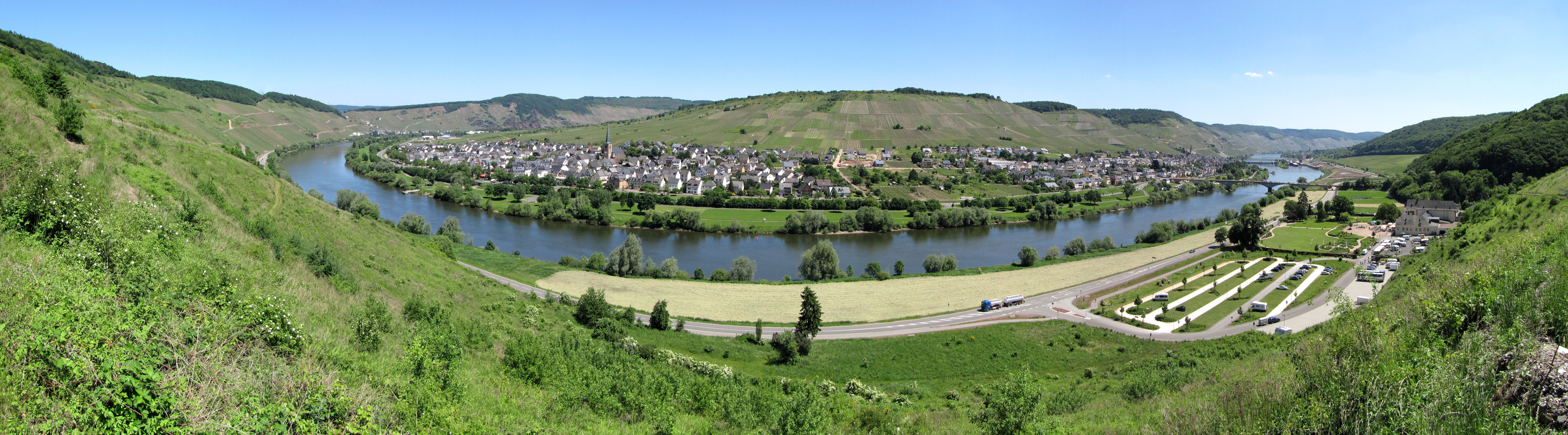
Panorama von Zeltingen-Rachtig vor dem Bau der Hochmoselbrücke 2010

## Panoramasteg
Als Teil des im Frühjahr 2022 eröffneten Rastplatzes Moselblick ließ das Land Rheinland-Pfalz in der Nähe des östlichen Brückenwiderlagers eine 150 m lange und etwa 8 m hohe Aussichtsplattform errichten, von der aus ein Panoramablick auf das Moseltal, die Gemeinden Ürzig und Zeltingen-Rachtig sowie auf die Hochmoselbrücke besteht. Sie wurde am 19. August 2024 eröffnet.
Zum Umfeld gehören die angrenzenden Plateauflächen mit Freizeitgelände und Schutzhütte, die von den Bürgern und Vereinen der umliegenden Ortschaften genutzt werden können. Ebenso wurden die Flächen unterhalb der Brücke einbezogen, um eine Verbindung zwischen dem Rastplatz und dem östlichen Moselufer zu schaffen. So soll der Hochmoselübergang dazu beitragen, das Moseltal und die umgebende Landschaft touristisch weiter aufzuwerten.

## Fernsehen
- Bobby Cherian: Brücke XXL – Streit um den Hochmoselübergang. Dokumentation, ca. 30 min., ZDFinfo 2016[40]
- Susanne Gelhard, Bobby Cherian: Brücke XXL – Mega-Bauwerk Hochmoselbrücke. Dokumentation, 30 min., ZDF.reportage 24. November 2019[41]